# そしてこの宇宙にきらめく君の詩
『そしてこの宇宙にきらめく君の詩』（そしてこのそらにきらめくきみのうた）は、2006年5月25日にデータム・ポリスターからPlayStation 2用に発売された恋愛アドベンチャーゲーム。キャラクターデザインはあづみ冬留。
2007年2月22日に本作の半年後という設定で、同じキャラクターを引継いで描かれた続編『そしてこの宇宙にきらめく君の詩 XXX（キスキスキス）』が発売された。

## あらすじ

### そしてこの宇宙にきらめく君の詩
人類が宇宙に進出した異世界。コロニーが集った国家「セント・フォーリア」をまとめるシューマール王国は、フォーリア内の諸侯の内紛や、異民族との闘争により、かつての支配力は弱まりつつあった。
シューマール王国の王女ルミナは、「セント・フォーリア」の諸侯の一つであるイーヴルランドの君主・ライオスとの婚約が決まってしまった。
その政略結婚に反発したことがきっかけで、ルミナは疲弊しつつある国の現実を知る。
そして、彼女は幼馴染らを連れて、世界中を旅して知識を深めるために行動を起こした。

### そしてこの宇宙にきらめく君の詩 XXX
ミケールとエディオス、そして父であるムグルタイを失いつつも、ルミナの活躍により、シューマール王国の危機は去った。
即位式が近づいたある日、ルミナは地下宝物庫で謎の箱を見つける。
箱を開けると、神に逆らったとされる精霊が、礼としてルミナの願いを叶えたいと言ってきた。
ルミナはミケールとエディオスの復活を願ったが、精霊の力不足のため、代償が必要になった。
願いはかなったものの、その代償が「ルミナは世界中の人間から自分が忘れ去られる」ということを思い知らされた。

## 登場人物
ルミナ（本名：リュミエール・シェイドル・シューマール）※名前変更可能（デフォルト名を入力すると、名前をボイス付で呼ばれる）
声：あきやまかおる
主人公。プレイヤーキャラクター。
アッシュ（本名：アーシュレイ・バーング）
声：鈴村健一
ルミナの護衛。ルミナの乳母の息子で、ルミナとは幼馴染。
ペルモ（本名：ペルモンド・ウィル・リクシーズ）
声：保志総一朗
ルミナの教育係である天才児。
『XXX』ではルミナ共々精霊に乗り移られる。
ライオス（本名：ライオリウス・セト・レイフォード）
声：高橋広樹
セント・フォーリア東部に位置するイーヴルランドの君主。
『XXX』ではルミナのためにも王国の運営に全力を注いでいた。
シオン（本名：シオニド・バッカド・エイセール）
声：鳥海浩輔
シーノレキア君主で、ミケールの友。
ライオスと対立している。
ギルス（本名：ウォンギルス・アカイド・シューマール）
声：森久保祥太郎
王家の分家であるティーラングス公を父に持つ男で、赤毛と眼帯が特徴。自らの国のためにスパイとして暗躍し、イーヴルランドとシーノレキアの衝突を楽しんでいる。
『XXX』ではルミナを茶化しに王宮へ足を運んでいる。
ミケール（本名：エルミケール・イヴェント・シューマール）
声：鈴木千尋
ルミナの兄で、アッシュの剣の師。
『XXX』では死から蘇り、ルミナの代わりにシューマール王国の君主になりつつあった。
エディオス（本名：エディオス・ルクラウド・ピラス）
声：森川智之
ミケールの双子の兄弟。双子であることが不吉とされ、ガイアへ捨てられ、ソウルディシアの王へとなった。
ムグルタイ（本名：ムグルタイ・シュレッケン・シューマール）
声：西村知道
ルミナとミケールの父で、シューマール王国の国王。厳格な性格だが、ルミナには甘い。
エリザベス（本名：エリザベート・ショーティ・ルッコア）
声：中原麻衣
シューマール王国の大臣の娘。ルミナのライバルを自称し、君主に近づくが、なかなかうまくいっていない。
『XXX』では頼る人を失ったルミナを引き取った。

## 関連商品

### CD
- そしてこの宇宙にきらめく君の詩 VOCAL & SOUND〜TRACKSTARRY WORLD〜
  - 発売元：データム・ポリスター、品番：HIDPC-3011 - 12、2006年5月25日発売

### 書籍
- そしてこの宇宙にきらめく君の詩 公式ビジュアルファンブック
  - エンターブレイン発行（2006年7月31日） ISBN 9784757728639